# Kuwae
Kuwae è una caldera sottomarina situata tra le isole Epi e Tongoa, nell'arcipelago delle Vanuatu. La caldera è posizionata tra il fianco del vulcano Tavani Ruru, sull'isola Epi, e l'estremità nordoccidentale di Tongoa. Vicino al bordo settentrionale della caldera Kuwae si trova il vulcano sottomarino Karua, uno dei più attivi delle Vanuatu.

## Storia delle eruzioni
Le isole Tongoa e Epi formavano un tempo un'unica isola più estesa chiamata Kuwae. Secondo la tradizione locale, un'eruzione cataclismatica ha spaccato la grande isola formando due isolette più piccole e lasciando in mezzo una caldera ovale di 12 x 6 km; le fonti storiche invece parlano di un'eruzione avvenuta a sud di Tongoa. Lo sprofondamento della caldera potrebbe aver raggiunto anche i 1.100 metri. Nell'eruzione furono emessi 32–39 km3 di magma, facendola diventare la più importante eruzione degli ultimi 10.000.
L'analisi delle carote di ghiaccio estratte nell'Antartide e in Groenlandia, posizionano l'evento tra la fine del 1452 e l'inizio del 1453. Gli strati infatti mostrano un picco della concentrazione del solfato a un valore tale che l'emissione di particolato fu la più elevata registrata da quell'epoca.
Il volume di materiale emesso è stato oltre sei volte quello dell'eruzione del vulcano Pinatubo avvenuta nel 1991, e deve aver causato un notevole raffreddamento della temperatura dell'intero pianeta per i successivi tre anni. Tuttavia il legame tra il picco del solfato e la caldera Kuwae è stato messo in dubbio da uno studio del 2007, che invece propone la caldera Tofua (a Tonga) come possibile responsabile dell'evento.

### Attività recente
All'eruzione del 1452 hanno fatto seguito altre eruzioni più piccole con indice di esplosività vulcanica (VEI) compreso tra 0 e 3. La più recente è avvenuta il 4 febbraio 1974. Il valore del VEI era di 0 e la piccola eruzione sottomarina ha dato luogo alla formazione di un piccolo isolotto.
La formazione di isolotti da parte della caldera Kuwae è un fenomeno abbastanza regolare. L'eruzione avvenuta tra il 1897 e il 1901 ha prodotto una piccola isola lunga 1 Km e alta 15 metri, che è scomparsa nel giro di 6 mesi. Tra il 1948 e il 1949, una nuova eruzione ha dato luogo alla formazione di un'isola conica con un diametro di 1,6 km e un'altezza di 100 metri. Anche quest'isola è durata meno di un anno. La distruzione è dovuta all'erosione provocata dal moto ondoso e ai movimenti di assestamento del fondale della caldera. Nel 1959 l'isola è ricomparsa per un breve periodo di tempo, sprofondando poi e ricomparendo di nuovo nel 1971. In ques'ultimo caso l'edificio rocciosa rimase visibile fino al 1975.
L'attività vulcanica attuale è limitata a qualche fumarola che tende a colorare l'acqua di giallo, indice della presenza di zolfo. Le bolle di acido solfidrico emesse dalla sommità della bocca vulcanica raggiungono infatti la superficie del mare.

## Conseguenze climatiche dell'evento del 1452-1453
L'eruzione del Kuwae è stata collegata al secondo picco della Piccola era glaciale, che era iniziata due secoli prima con la grande eruzione del Samalas e altre tre eruzioni non identificate.
Uno studio condotto dal Jet Propulsion Laboratory ha trovato evidenze di questo raffreddamento climatico negli anelli di accrescimento del tronco degli alberi, nelle carote di ghiaccio e in resoconti storici in Europa e in Cina. Anche i pannelli di legno di quercia utilizzati in Inghilterra per i dipinti, mostrano anelli anormalmente stretti negli anni 1453-55.
In Svezia, i proventi delle decime sul grano decaddero a zero in seguito alla mancata produzione di grano. Nella parte occidentale degli Stati Uniti, i pini dai coni setolosi mostrano segni di congelamento nel 1453. In Europa e Cina la crescita degli alberi risulta stentata nel periodo dal 1453 al 1457. 
I codici messicani descrivono un autunno gelido nel 1453 che danneggiò l'agricoltura in tutto il Messico centrale.
Secondo la storia della Dinastia Ming, nella primavera del 1453 in Cina le nevicate continue danneggiarono il raccolto del grano. Più tardi nello stesso anno, la polvere oscurava la luce del sole al punto che caddero molti decimetri di neve in sei province e decine di migliaia di persone morirono congelate.
All'inizio del 1454, nevicò per 40 giorni a sud del Fiume Azzurro e un enorme numero di persone morì per il freddo e la carestia. I laghi e fiumi erano congelati e il Mar Giallo era congelato fino a 20 km dalla costa.